# 納什維爾鎮區 (阿肯色州霍華德縣)
納什維爾鎮區（英語：Nashville Township）是位於美國阿肯色州霍華德縣的一個行政鎮區。

## 地方資料
納什維爾鎮區的面積為100.10平方千米，當中陸地面積為99.65平方千米，而水域面積為0.45平方千米。根據2010年美國人口普查的數據，當地共有人口6377人，而人口密度為每平方千米63.71人。